# Carboneras (Mineral de la Reforma)
Carboneras es una localidad de México localizada en el municipio de Mineral de la Reforma en el estado de Hidalgo. La localidad se encuentra conurbada a la ciudad de Pachuca de Soto.

## Historia
Para 1990, el INEGI reconocía la localidad bajo el nombre de Abundio Martínez (Pachuca), una conurbación de varias colonias y fraccionamientos de Mineral de la Reforma. Para 2010, se desconurba de la localidad, reconociendoce oficialmente como localidad propia para el 2010.

## Geografía
Se encuentra en la región geográfica de la Comarca Minera. Le corresponden las coordenadas geográficas 20° 05’ 26.140” de latitud norte y 98° 42’ 19.222” de longitud oeste, con una altitud de 2440 m s. n. m. Cuenta con un clima semiseco templado.
En cuanto a fisiografía se encuentra en la provincia del Eje Neovolcanico, dentro de la subprovincia de Lagos y volcanes de Anáhuac; su terreno es de lomerio. En lo que respecta a la hidrografía se encuentra posicionado en la región del Pánuco, dentro de la cuenca del río Moctezuma, y en la subcuenca del río Tezontepec.

## Demografía
En 2020 registró una población de 2442 personas, lo que corresponde al 1.20 % de la población municipal. De los cuales 1148 son hombres y 1294 son mujeres. La localidad pertenece a la zona Metropolitana de Pachuca.
| Gráfica de evolución demográfica de Carboneras entre 1900 y 2020                             |
|                                                                                              |
| Población de los censos y conteos del Instituto Nacional de Estadística y Geografía (INEGI). |